# ملیکه دومران
ملیکه دومران (انگلیسی: Malika Domrane؛ زاده ۱۲ مارس ۱۹۵۶) یک خواننده اهل الجزایر است.